# Propyropterus plateroides
Propyropterus plateroides is een keversoort uit de familie netschildkevers (Lycidae). De wetenschappelijke naam van de soort werd in 2004 gepubliceerd door Sergey Vasiljevich Kazantsev.